# Bacillus fastidiosus
Bacillus fastidiosus — вид бактерій роду Bacillus типу Firmicutes, був вперше ізольований в 1929 році ден Доореном ді Йаном і був описаний як аеробний організм, паличковидний, рухомий за допомогою перетрихально-розташованих джгутиків, і здатний сформувати овальні ендоспори, які здебільшого розміщуються на кінцях палички. Ймовірно організм широко поширений у ґрунті і був названий через використання сечової кислоти або алантоїну як джерел вуглецю і енергії. Ці сполуки є кінцевими продуктами азотистого обміну в деяких тварин (похідні окиснення пурину) і є основними джерелами живлення B. fastidiosus у природі. Відомо, що інші види бактерій також засвоюють сечову кислоту і алантоїн аеробним шляхом, але жоден з них не обмежений лише цими сполуками, як B. fastidiosus. Є сапрофітною бактерією. 